# Casey McQuiston
Casey McQuiston (Baton Rouge, 21 de enero de 1991) es una persona estadounidense que se dedica a la escritura de novela rosa en el género de ficción New-adult. Sus obras más destacadas son su novela debut Red, White & Royal Blue que fue incluida en la lista The New York Times Best Seller list, que trata la historia de amor entre el hijo de la primera presidenta de Estados Unidos y un príncipe inglés, y su segundo libro, One Last Stop. McQuiston hizo su debut en el género de literatura juvenil con su libro I Kissed Shara Wheeler, que se publicó el 3 de mayo de 2022. Mcquiston apareció en la lista Time 100 Next de 2022 de la revista Time.

## Biografía
McQuiston nació el 21 de enero de 1991 y creció en Baton Rouge, Luisiana, EE. UU.
Asistió a la Universidad Estatal de Luisiana y recibió un título en periodismo. Antes de publicar su primer libro, McQuiston se dedicó al trabajo de servir mesas de forma autónoma y trabajó extensamente en la publicación de revistas.
McQuiston es queer. Es una persona no binaria y usa los pronombres they/them. McQuiston ha expresado que escribe comedias románticas sobre personas queer porque creció asistiendo a una escuela cristiana evangélica conservadora y quiere escribir libros que le hubiera hecho sentir con menos aislamiento como adolescente queer.
Además, McQuiston ha hablado abiertamente acerca de tener TDAH y cómo afecta su escritura. Describe su proceso de escritura como "impulsado" y con frecuencia escribe escenas de forma no lineal. Después de perder a su padre en 2014 y tener problemas de salud mental en 2015, McQuiston recurrió a la escritura como una forma de sobrellevar su situación.
McQuiston vivió anteriormente en Fort Collins, Colorado, pero actualmente vive en la ciudad de Nueva York con su caniche mestizo, Pepper.

## Carrera literaria
Sara Megibow en KT Literary es quien representa a McQuiston. Además, en 2020 recibió los Premios Alex por su libro debut Red, White & Royal Blue.

### Obras
- Red, White & Royal Blue (2019)
- One Last Stop (2021)
- I Kissed Shara Wheeler (2022)
- Bloody, lovely (Short story) (2022)
- The pairing (2024)

### Filmografía
McQuiston hizo un cameo en la representación cinematografía de su libro Rojo, blanco y sangre azul (película) (2023) como la escritora del discurso de la presidenta Claremont al final de la película.